# Summer of 85 (映画)
『Summer of 85』（サマー オブ エイティファイブ、Été 85）は、2020年のフランス・ベルギーの青春恋愛映画。監督・脚本はフランソワ・オゾン、出演はフェリックス・ルフェーヴルとバンジャマン・ヴォワザンなど。エイダン・チェンバーズの小説『おれの墓で踊れ』の一部を原作とし、運命的な出会いを果たした二人の少年の初めての恋と永遠の別れを描いている。

## ストーリー
1985年の夏、死に惹かれる文学青年アレックス（16歳、アレクシが本名）はセーリングの最中にヨットが転覆し海に投げ出されるが、近くを通りかかったユダヤ人ダヴィド（18歳）に救助される。その後ダヴィドの家に招かれ、彼の母親であるゴーマン夫人の歓迎を受けた。間もなく、アレックスはゴーマン夫人の店で働くことになる。アレックスとダヴィドの2人は徐々に仲を深め、親友以上の関係となり、肉体関係まで持つに至った。アレックスはダヴィドから「どちらかが先に死んだら、残された方はその墓の上で踊る」ことを提案される。困惑したものの、アレックスは承諾する。その後、2人は海でアレックスの知り合いのイギリス人ケイトに出会う。3人はダヴィドの船でセーリングをするが、目の前でケイトを口説くダヴィドを見て、アレックスは不快だった。翌日、店番中に帰ってきたダヴィドを責め、感情的になって店を飛び出した。やがてダヴィドが店を飛び出したアレックスを追って、バイク事故で死亡したことを知る。ゴーモン夫人はダヴィドを責め、葬儀への参列も許さなかった。アレックスはダヴィドの遺体を一目見たいと思うようになる。そのためケイトと和解し、彼女の力を借りて女装し、ダヴィドの生前の彼女という体で遺体安置所に入らせてもらった。そこでダヴィドの亡骸に飛びつき、そのまま逃走した。また、アレックスはダヴィドの約束を果たすため、真夜中にユダヤ人墓地に向かい、ダヴィドの墓の上で踊る。そして墓を損壊した罪で現行犯逮捕され、裁判を受けることになる。担当の社会福祉士は墓の上で踊るという異様な行為の背景を知るため、アレックスの両親や彼を嘱望していたルフェーブル先生に聞き取り調査を行う。ルフェーブル先生はアレックスに、裁判のためにも自分自身のためにも、ダヴィドとの関係を文章で表現することを提案する。アレックスはダヴィドとの6週間の思い出を書き上げた。こうして墓の上で踊ったのが故人との約束に基づくことが裁判官に理解される。裁判では社会奉仕活動を命じられる。

映画では、拘留から裁判までの場面とダヴィドが生きていた時点の回想とが交互に現れる構成となっている。

## キャスト
- アレックス・ロバン: フェリックス・ルフェーヴル（フランス語版）
- ダヴィド・ゴーマン: バンジャマン・ヴォワザン
- ケイト: フィリッピーヌ・ヴェルジュ
- ゴーマン夫人: ヴァレリア・ブルーニ・テデスキ - ダヴィドの母。
- ルフェーヴル先生: メルヴィル・プポー - アレックスの文学の先生。
- ロバン夫人: イザベル・ナンティ（フランス語版） - アレックスの母。

## 作品の評価

### 映画批評家によるレビュー
アロシネによれば、フランスの33のメディアによる評価の平均点は5点満点中3.9点である。
Rotten Tomatoesによれば、99件の評論のうち高評価は81%にあたる80件で、平均点は10点満点中6.5点、批評家の一致した見解は「フランソワ・オゾンの最高傑作ではないが、『Summer of 85』は10代の恋とその容易に癒えることのない後遺症に対する魅惑的でほろ苦い頌歌としての役目を果たしている。」となっている。
Metacriticによれば、24件の評論のうち、高評価は16件、賛否混在は7件、低評価は1件で、平均点は100点満点中65点となっている。

### 受賞歴
| 賞                                         | 日付           | 部門                           | 対象                                                                   | 結果       | 出典   |
| ------------------------------------------ | -------------- | ------------------------------ | ---------------------------------------------------------------------- | ---------- | ------ |
| カンヌ国際映画祭                           | 2020年         | オフィシャルセレクション       | 『Summer of 85』                                                       |            | [ 7 ]  |
| トロント国際映画祭                         | 2020年9月      | スペシャル・プレゼンテーション | 『Summer of 85』                                                       |            | [ 8 ]  |
| サン・セバスティアン国際映画祭             | 2020年9月26日  | 最優秀映画賞                   | 『Summer of 85』                                                       | ノミネート | [ 9 ]  |
| サン・セバスティアン国際映画祭             | 2020年9月26日  | セバスティアヌ賞               | 『Summer of 85』                                                       | ノミネート | [ 10 ] |
| シカゴ国際映画祭                           | 2020年10月     | Q Hugo Award                   | 『Summer of 85』                                                       | ノミネート | [ 11 ] |
| ローマ国際映画祭                           | 2020年10月25日 | BNL People’s Choice Award      | 『Summer of 85』                                                       | 受賞       | [ 12 ] |
| 釜山国際映画祭                             | 2020年10月     | Open Cinema                    | 『Summer of 85』                                                       |            |        |
| Vienna International Film Festival         | 2020年         | Official Selection             | 『Summer of 85』                                                       |            |        |
| CINEMANIA Francophone Film Festival        | 2020年         | Official Selection             | 『Summer of 85』                                                       |            |        |
| Taipei Golden Horse Film Festival          | 2020年         | Viva Auteur                    | 『Summer of 85』                                                       |            |        |
| ストックホルム国際映画祭                   | 2020年         | Open Zone                      | 『Summer of 85』                                                       |            |        |
| International Film Festival & Awards Macao | 2020年12月     | World Panorama                 | 『Summer of 85』                                                       |            | [ 13 ] |
| Hainan Island IFF                          | 2020年12月     | World Cinema                   | 『Summer of 85』                                                       |            |        |
| ヨーロッパ映画賞                           | 2020年12月     | 監督賞                         | フランソワ・オゾン                                                     | ノミネート | [ 14 ] |
| ヨーロッパ映画賞                           | 2020年12月     | Feature Film Selection         | 『Summer of 85』                                                       | ノミネート | [ 14 ] |
| セザール賞                                 | 2021年3月12日  | 作品賞                         | フランソワ・オゾン、ニコラス・アルトメイヤー、エリック・アルトメイヤー | ノミネート | [ 15 ] |
| セザール賞                                 | 2021年3月12日  | 監督賞                         | フランソワ・オゾン                                                     | ノミネート | [ 15 ] |
| セザール賞                                 | 2021年3月12日  | 有望若手男優賞                 | フェリックス・ルフェーヴル、バンジャマン・ヴォワザン                   | ノミネート | [ 15 ] |
| セザール賞                                 | 2021年3月12日  | 助演女優賞                     | ヴァレリア・ブルーニ・テデスキ                                         | ノミネート | [ 15 ] |
| セザール賞                                 | 2021年3月12日  | 脚色賞                         | フランソワ・オゾン                                                     | ノミネート | [ 15 ] |
| セザール賞                                 | 2021年3月12日  | 編集賞                         | ロール・ガルデット                                                     | ノミネート | [ 15 ] |
| セザール賞                                 | 2021年3月12日  | 撮影賞                         | イシャーム・アラウィエ                                                 | ノミネート | [ 15 ] |
| セザール賞                                 | 2021年3月12日  | 音楽賞                         | ジャン＝ブノワ・ドゥンケル                                             | ノミネート | [ 15 ] |
| セザール賞                                 | 2021年3月12日  | 高校生のセザール賞             | フランソワ・オゾン、ニコラス・アルトメイヤー、エリック・アルトメイヤー | ノミネート | [ 15 ] |
| セザール賞                                 | 2021年3月12日  | 音響賞                         | ブリジット・テイランディエ、ジュリアン・ロイグ、ジャン＝ポール・ユリエ | ノミネート | [ 15 ] |
| セザール賞                                 | 2021年3月12日  | 衣装デザイン賞                 | パスカリーヌ・シャバンヌ                                               | ノミネート | [ 15 ] |
| セザール賞                                 | 2021年3月12日  | 美術賞                         | ブノワ・バルー                                                         | ノミネート | [ 15 ] |